# فلفل‌سیاه‌سانان
فلفل‌سیاه‌سانان (Piperales) راسته‌ای کوچک از دولپه‌ای‌های علفی یا درختچه‌ای یا بالارونده چوبی با حدود ۳۶۰۰ گونه است که در سه تیره طبقه‌بندی می‌شوند و بسیاری از آنها مانند فلفل سیاه و زرآوند کاربرد دارویی دارند و برخی نیز در مناطق معتدل به‌عنوان گیاه زینتی کاشته می‌شوند.